# Tom Marchese
Thomas „Tom“ Marchese (* 30. September 1987 in Parsippany, New Jersey) ist ein professioneller US-amerikanischer Pokerspieler.
Marchese hat sich mit Poker bei Live-Turnieren mehr als 19 Millionen US-Dollar erspielt. Er gewann 2019 die partypoker Millions Vegas und 2023 ein Bracelet bei der World Series of Poker.

## Persönliches
Marchese stammt aus Parsippany und lebt in Las Vegas.

## Pokerkarriere

### Werdegang
Marchese begann in der High School mit Freunden in privaten Runden zu pokern. Seit 2006 spielt er unter dem Nickname kingsofcards Onlinepoker und baute seine Bankroll von anfangs 300 US-Dollar zu mehr als 200.000 US-Dollar aus.
Marchese wechselte 2009 zum Live-Poker und erzielte Anfang Februar 2010 in Atlantic City seine erste Geldplatzierung bei einem Live-Turnier. Ende desselben Monats gewann er das Main Event der North American Poker Tour im Venetian Resort Hotel am Las Vegas Strip und sicherte sich den Hauptpreis von rund 830.000 US-Dollar. Zwei Monate später kam er beim High-Roller-Event der European Poker Tour (EPT) in Monte-Carlo ins Geld und erhielt dafür 263.000 Euro. Im Juni 2010 war er erstmals bei der World Series of Poker (WSOP) im Rio All-Suite Hotel and Casino am Las Vegas Strip erfolgreich und belegte zweimal die Geldränge. Anfang Oktober 2010 verpasste der Amerikaner beim EPT-Main-Event in London nur knapp den Finaltisch und landete auf dem siebten Platz, was ihm umgerechnet mehr als 150.000 US-Dollar einbrachte. Nachdem er im Oktober noch zweimal in die Geldränge bei der World Poker Tour (WPT) gekommen war und auch bei der NAPT erneut erfolgreich gewesen war, wurde er zum Jahresende 2010 mit dem Card Player Player of the Year Award ausgezeichnet. Bei der WSOP 2011 kam Marchese dreimal ins Geld. Ende Mai 2012 gewann er das Super-High-Roller-Event der WPT im Hotel Bellagio am Las Vegas Strip mit einer Siegprämie von 1,3 Millionen US-Dollar. Seit September 2014 ist er Stammgast bei Pokerturnieren im Aria Resort & Casino am Las Vegas Strip mit Buy-ins von mindestens 25.000 US-Dollar. Dabei gewann der Amerikaner bisher 10 Turniere und erspielte sich mehr als 8 Millionen US-Dollar. Mitte Dezember 2014 erreichte er beim Alpha8 der WPT im Bellagio den Finaltisch und beendete das Turnier auf dem zweiten Platz für sein bisheriges Rekordpreisgeld von über 1,5 Millionen US-Dollar. Anfang Juni 2015 verpasste Marchese nur knapp den Gewinn eines WSOP-Bracelets und belegte bei einem Turnier in der Variante Pot Limit Hold’em hinter dem Deutschen Paul Michaelis den zweiten Platz. Bei der WSOP 2016 landete der Amerikaner im Main Event auf dem mit rund 430.000 US-Dollar dotierten 14. Platz. Zur Vorbereitung auf den Finaltisch zum WSOP-Main-Event stand er im selben Jahr dem Pokerspieler Gordon Vayo, der den zweiten Platz belegte, als Coach zur Seite. Darüber hinaus spielte Marchese von April bis November 2016 als Teil der New York Rounders in der Global Poker League, verpasste mit seinem Team jedoch die Playoffs. Mitte Dezember 2016 wurde er beim Super High Roller des Five Diamond World Poker Classic hinter Jan Schwippert Zweiter und erhielt ein Preisgeld von über einer Million US-Dollar. Im September 2017 belegte er beim zweiten Event der Poker Masters den dritten Platz und sicherte sich 300.000 US-Dollar. Im Mai 2018 gewann der Amerikaner das High Roller der WPT Bellagio Elite Poker Championship mit einer Siegprämie von 432.000 US-Dollar. Mitte August 2018 wurde er beim High Roller der Seminole Hard Rock Poker Open in Hollywood Dritter und erhielt ein Preisgeld von mehr als 370.000 US-Dollar. Anfang Juli 2019 gewann Marchese das Main Event der partypoker Live Millions Vegas im Aria Resort & Casino und sicherte sich eine Siegprämie von einer Million US-Dollar. Bei der WSOP 2023 entschied er unter seinem Nickname looter die NLH 6-Max Online Championship für sich und wurde mit knapp 200.000 US-Dollar sowie einem Bracelet prämiert.

### Preisgeldübersicht
| Jahr   | Preisgeld (in $) | Turniersiege |
| ------ | ---------------- | ------------ |
| 2010   | 2.114.490        | 2            |
| 2011   | 322.416          | 0            |
| 2012   | 1.765.984        | 5            |
| 2013   | 559.769          | 0            |
| 2014   | 4.472.478        | 1            |
| 2015   | 2.788.304        | 3            |
| 2016   | 3.881.571        | 4            |
| 2017   | 793.162          | 1            |
| 2018   | 1.078.795        | 1            |
| 2019   | 1.211.225        | 1            |
| 2020   | 28.000           | 0            |
| 2021   | 90.841           | 0            |
| 2022   | 0                | 0            |
| 2023   | 46.657           | 0            |
| gesamt | 19.153.692       | 18           |